# Nahbollenbach Army Depot
Das Storage Depot in Nahbollenbach war einst das größte Waren- und Auslieferungslager der US Army außerhalb der Vereinigten Staaten.

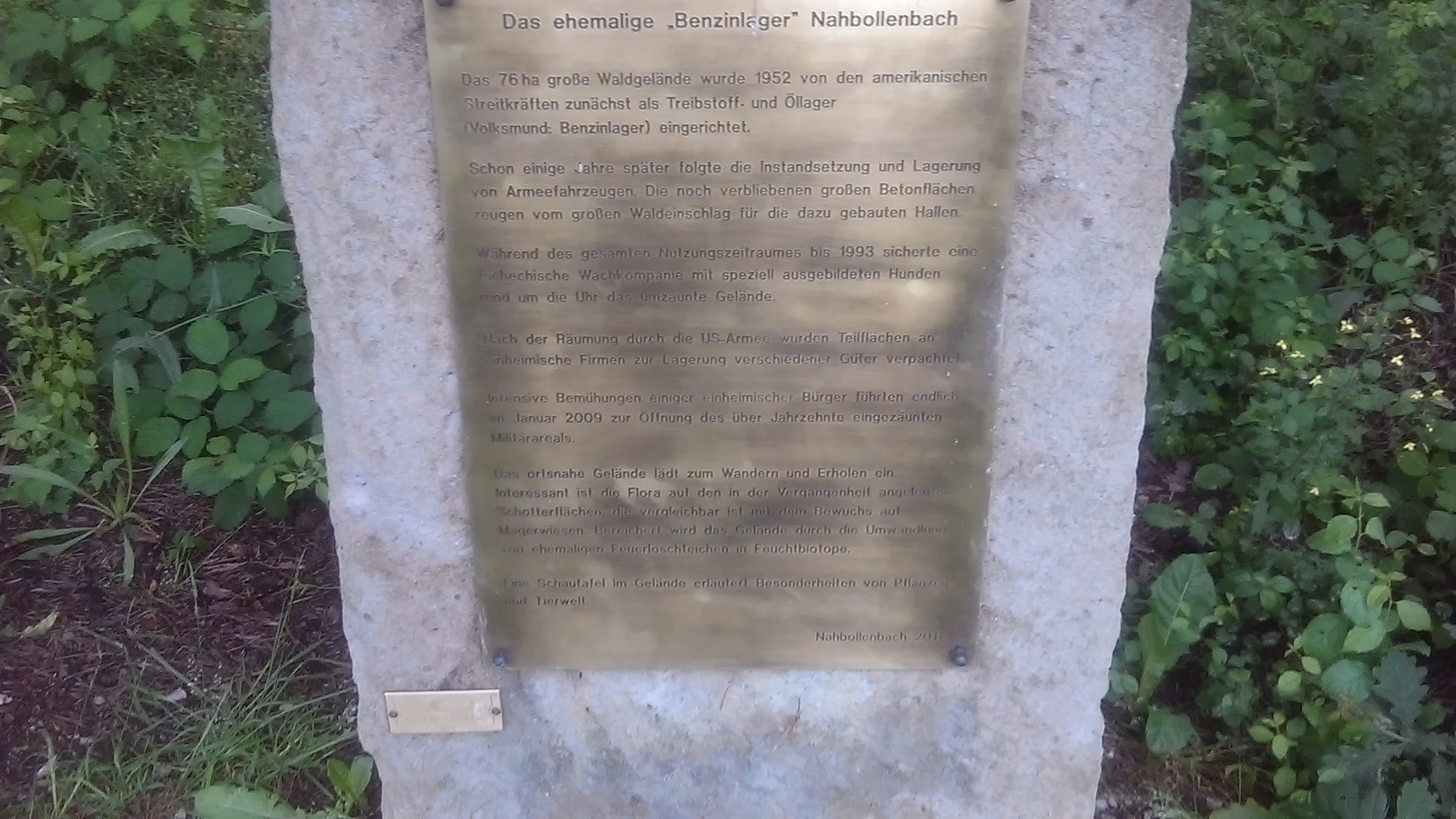
Gedenktafel des Bezindepots

## Lage
Das Depot lag im östlichen Stadtgebiet Idar-Obersteins, angrenzend an den heutigen Stadtteil Nahbollenbach, direkt an der Bundesstraße 41. Die Bundesstraße, ein Eisenbahnanschluss und ein nördlich der B 41 gelegener Hubschrauberlandeplatz sorgten für eine gute Verkehrserschließung. Das Depot wurde von einem Zaun umschlossen. Es umfasste ca. 100.000 Quadratmeter Freifläche und vier große Lagerhallen, sowie ein Verwaltungsgebäude.

## Geschichte
Bis zum Ende des Zweiten Weltkrieges befand sich auf dem Gelände ein Depot der Wehrmacht. Nach Kriegsende wurde das Depot von den französischen Streitkräften weiterbetrieben, die es 1950 an die US-Armee übergaben. Bereits 1951 begannen diese mit einer Erweiterung und dem Bau von großen Lagerhallen, der 1952 abgeschlossen wurde. In unmittelbarer Nachbarschaft befand sich die carl-schurz kaserne für das Wach- und Depotpersonal und die Winterhauch Storage Site. In beiden Depots wurde umfangreiches Kriegsmaterial gelagert, das primär in Verbindung mit REFORGER eingesetzt werden sollte.
Zu den Hochzeiten des US-Depot arbeiteten bis zu 1000 zivile Mitarbeiter in der Einrichtung und sie war das größte Versorgungsdepot der US-Streitkräfte außerhalb der USA.
Nach der Auflösung des Depots und der Rückgabe des Geländes an die Bundesrepublik Deutschland hat die Stadt Idar-Oberstein seit den 1990er Jahren dort den Gewerbepark Nahetal installiert. Sämtliche Anlagen des Depots sind bis 2001 zurückgebaut worden. Übriggeblieben ist nur noch das Verwaltungsgebäude, das jetzt als Bürogebäude eines kaufmännischen Unternehmens genutzt wird und den Namen „Kennedy-Center“ trägt und das ehemalige Heizwerk, das 2002 zur Feuerwache 3 der Freiwilligen Feuerwehr Idar-Oberstein umgebaut wurde.

## Der heutige Gewerbepark
Im Zuge der Konversion von Militärflächen in Rheinland-Pfalz wurde das Gelände mit einer Nutzfläche von ca. 23,6 ha in einen Gewerbepark umgewandelt. Hier entstanden im Laufe der Jahre ein Baumarkt, ein Elektronikfachmarkt, ein Blumengroßhandel, ein Kleider- und ein Schuhfachmarkt. Des Weiteren entstanden eine Tankstelle, ein Fast-Food-Restaurant, ein Autohaus und eine Autovermietung sowie zwei Autoteilelieferanten, die Feuerwache 3 und die Messehalle der Stadt Idar-Oberstein.